# Коливання приховані
Колива́ння прихо́вані — коливання в лінійних імпульсних системах керування, періоди яких кратні періодам замикання імпульсного елемента (ІЕ). Якщо на вході ІЕ є сигнал, що містить коливання частот {\displaystyle \omega _{1}} і {\displaystyle \omega _{2}}, відмінних на {\displaystyle 2\pi \ nT} ({\displaystyle \!T} — період замикання ІЕ, {\displaystyle \!>n} — ціле число), то існування таких коливань не можна встановити по реакції імпульсної системи в дискретні моменти часу, оскільки інформація про її стан виходить лише в моменти замикання ІЕ. Цю особливість називають іноді стробоскопічним ефектом. 
Як відомо, частотні характеристики імпульсних систем {\displaystyle W(i{\bar {\omega }})}
(Див. Частотні характеристики систем автоматичного керування) є періодичними функціями із з періодом {\displaystyle 2\pi \ (\omega ={\bar {\omega }}\ T)}. Це і зумовлює однакову реакцію на періодичні сигнали з різними частотами {\displaystyle {\bar {\omega }}}, кратними {\displaystyle 2\pi }  . Для виключення прихованих коливань необхідно, щоб найбільша частота спектру вхідного сигналу {\displaystyle {\bar {\omega }}_{c}}  була багато нижче за частоту замикання ІЕ {\displaystyle {\bar {\omega }}_{n}=2\pi } і, відповідно до теореми Котельникова, не перевищувала:
{\displaystyle {\bar {\omega }}_{c}<\pi ={\frac {{\bar {\omega }}_{n}}{2}}}
В замкнутих імпульсних системах часто важко наперед встановити періоди коливань, які можуть виникнути в них. Проте і в цьому випадку існує умова відсутності прихованих коливань, що накладається на полюси {\displaystyle q_{v}} передавальної функції {\displaystyle W(i{\bar {\omega }})} розімкненої системи: 
{\displaystyle |\operatorname {Im} \ q_{v}|<\pi }. 
Фізичне значення цієї умови полягає в тому, що період замикання ІЕ  {\displaystyle \!T} повинен бути меншим будь-якого з періодів власних коливань безперервної частини
А. Л. Туник.